# 사이토 히로시
사이토 히로시(일본어: 斉藤 浩史, 1970년 11월 13일 ~ )는 일본의 전 축구 선수다.

## 구단 경력
1989년 일본 사커 리그의 요미우리에 입단했다. 1991년과 1992년 2번의 일본 사커 리그 우승을 차지했다. 1993년 J1리그의 시미즈 에스펄스로 이적했다. 1995년 재팬 풋볼 리그의 브럼멜 센다이로 이적했다. 1995년후 현역 은퇴.